# Jan Ekholm
Jan Tomas Ekholm (3 de dezembro de 1969) é um ex-futebolista profissional sueco que atuava como goleiro.

## Carreira
Jan Ekholm representou a Seleção Sueca de Futebol nas Olimpíadas de 1992.